# دنیز دارسل
دُنیز دارسل (فرانسوی: Denise Darcel‎؛ ۸ سپتامبر ۱۹۲۴ – ۲۳ دسامبر ۲۰۱۱) یک هنرپیشه و خواننده اهل فرانسه بود. وی بین سال‌های ۱۹۴۸ تا ۱۹۶۳ میلادی فعالیت می‌کرد.
از فیلم‌ها یا برنامه‌های تلویزیونی که وی در آنها نقش داشته‌است می‌توان به میدان جنگ اشاره کرد.